# 喜馬拉雅中杜鵑
喜馬拉雅中杜鵑（学名：Cuculus saturatus）为杜鹃科杜鹃属的鸟类，俗名筒鸟、中喀咕、蓬蓬鸟、山郭公。分布于北从西伯利亚至日本、南从亚洲经巴基斯坦至喜马拉雅山脉、印度、缅甸，南至澳大利亚，包括中国大陆东部、南部等地，主要生活于较茂密的山林。该物种的模式产地在尼泊尔。

## 另見
- 中杜鵑
- 北方中杜鹃（Cuculus (saturatus) optatus），分佈於各地
- 巽他中杜鹃（Cuculus (saturatus) lepidus），分佈於马来西亚（小巽他群岛地区），印度尼西亚，东帝汶